# Mamourgui
Mamourgui ou Mamourdi est un village de l’Extrême-Nord du Cameroun. Il fait partie du canton de Djounde et dépend sur le plan administratif de la commune de Mora et du département du Mayo-Sava. 

## Situation géographique
Mamourgi est situé dans la plaine de Mora à 11° 4' 30" latitude Nord, 14° 15' 37" longitude Est et à une altitude de 349 mètres.

## Population
De 1966 à 2005, la population de Mamourgui a considérablement diminuée. En 1966/1967 Mamourgui comptait 618 habitants. Le recensement de 2005 dénombre 223 habitants. Les Foulbé et les Mada constituent l'essentiel de la population. 
Les habitants sont agriculteurs et éleveurs. Des tensions naissent parfois entre les deux communautés à cause du mode d'utilisation du sol entièrement dissocié.